# Оскар Ернандес (тенісист)
Оскар Ернандес (ісп. Óscar Hernández; нар. 10 квітня 1978) — колишній іспанський тенісист.
Найвищу одиночну позицію світового рейтингу — 48 місце досяг 8 жовтня 2007, парну — 90 місце — 27 вересня 2004 року.
Здобув 1 парний титул.
Найвищим досягненням на турнірах Великого шолома було 3 коло в одиночному та парному розрядах.
Завершив кар'єру 2016 року.

## Фінали турнірів ATP за кар'єру

### Парний розряд: 2 (1–1)
| Легенда                         |
| ------------------------------- |
| Турніри Великого шлема (0–0)    |
| Фінали Світового туру ATP (0–0) |
| Серія Мастерс ATP (0–0)         |
| Серія турнірів ATP (0–0)        |
| Серія ATP Інтернешнл (1–1)      |

| Фінали за покриттям |
| ------------------- |
| Тверде (0–0)        |
| Ґрунт (1–1)         |
| Трава (0–0)         |
| Килим (0–0)         |

| Фінали за типом корту |
| --------------------- |
| Відкритий корт (1–1)  |
| Закритий корт (0–0)   |

| Результат | В-П | Дата     | Турнір               | Рівень           | Покриття | Партнер         | Суперники                               | Рахунок          |
| --------- | --- | -------- | -------------------- | ---------------- | -------- | --------------- | --------------------------------------- | ---------------- |
| Поразка   | 1–0 | Вер 2004 | Бухарест, Румунія    | Серія Інтернешнл | Ґрунт    | Хосе Акасусо    | Лукас Арнольд Кер Маріано Худ           | 6–7(5–7), 1–6    |
| Перемога  | 1–1 | Лют 2007 | Вінья-дель-Мар, Чилі | Серія Інтернешнл | Ґрунт    | Пауль Капдевіль | Альберт Монтаньєс Рубен Рамірес Ідальго | 4–6, 6–4, [10–6] |

## Фінали ATP Челленджер і ITF Ф'ючерс

### Одиночний розряд: 21 (16–5)
| Легенда               |
| --------------------- |
| ATP Челленджер (10–5) |
| ITF Ф'ючерс (6–0)     |

| Фінали за покриттям |
| ------------------- |
| Тверде (0–0)        |
| Ґрунт (16–5)        |
| Трава (0–0)         |
| Килим (0–0)         |

| Результат | В-П  | Дата     | Турнір                                           | Рівень     | Покриття | Суперник                  | Рахунок            |
| --------- | ---- | -------- | ------------------------------------------------ | ---------- | -------- | ------------------------- | ------------------ |
| Перемога  | 1–0  | Сер 1999 | Іспанія F5, Шатіва                               | Ф'ючерс    | Ґрунт    | Габрієль Трухільйо Солер  | 6–3, 6–4           |
| Перемога  | 2–0  | Лип 2000 | Іспанія F1, Аліканте                             | Ф'ючерс    | Ґрунт    | Давид Феррер              | 2–6, 6–4, 7–5      |
| Перемога  | 3–0  | Вер 2001 | Іспанія F11, Барселона                           | Ф'ючерс    | Ґрунт    | Владимир Павичевич        | 6–3, 7–5           |
| Перемога  | 4–0  | Січ 2002 | Франція F3, Фешероль                             | Ф'ючерс    | Ґрунт    | Марк Жікель               | 6–4, 2–6, 6–4      |
| Перемога  | 5–0  | Вер 2002 | Нідерланди F2, Алфен-ан-ден-Рейн (муніципалітет) | Ф'ючерс    | Ґрунт    | Флоран Серра              | 6–4, 6–3           |
| Перемога  | 6–0  | Вер 2002 | Іспанія F13, Ов'єдо                              | Ф'ючерс    | Ґрунт    | Карлос Берлок             | 6–1, 6–3           |
| Поразка   | 6–1  | Вер 2002 | Мая, Португалія                                  | Челленджер | Ґрунт    | Віктор Генеску            | 1–6, 6–3, 3–6      |
| Перемога  | 7–1  | Тра 2003 | Бірмінгем, США                                   | Челленджер | Ґрунт    | Алекс Кім                 | 6–3, 6–1           |
| Поразка   | 7–2  | Чер 2003 | Фюрт, Німеччина                                  | Челленджер | Ґрунт    | Ян-Фруде Андерсен         | 6–2, 2–6, 2–6      |
| Перемога  | 8–2  | Вер 2003 | Генуя, Італія                                    | Челленджер | Ґрунт    | Вінченцо Сантопадре       | 6–2, 6–2           |
| Перемога  | 9–2  | Вер 2003 | Тегеран, Іран                                    | Челленджер | Ґрунт    | Жан-Клод Шеррер           | 4–6, 6–4, 6–3      |
| Поразка   | 9–3  | Лип 2004 | Монтобан, Франція                                | Челленджер | Ґрунт    | Алекс Калатрава           | 4–6, 6–1, 3–6      |
| Перемога  | 10–3 | Жов 2004 | Севілья, Іспанія                                 | Челленджер | Ґрунт    | Александер Васке          | 7–5, 3–6, 6–4      |
| Перемога  | 11–3 | Жов 2004 | Барселона, Іспанія                               | Челленджер | Ґрунт    | Сантьяго Вентура Бертомеу | 6–2, 3–6, 5–1 ret. |
| Перемога  | 12–3 | Лис 2004 | Сантьяго, Чилі                                   | Челленджер | Ґрунт    | Ніколас Лапентті          | 7–6(7–4), 6–4      |
| Перемога  | 13–3 | Чер 2005 | Брауншвейг, Німеччина                            | Челленджер | Ґрунт    | Ніколас Лапентті          | 6–3, 6–3           |
| Поразка   | 13–4 | Жов 2006 | Барселона, Франція                               | Челленджер | Ґрунт    | Марсель Гранольєрс        | 4–6, 1–6           |
| Перемога  | 14–4 | Лют 2007 | Флоріанополіс, Бразилія                          | Челленджер | Ґрунт    | Маріано Сабалета          | 7–5, 7–6(8–6)      |
| Перемога  | 15–4 | Чер 2007 | Брауншвейг, Німеччина                            | Челленджер | Ґрунт    | Флоріан Маєр (тенісист)   | 6–2, 1–6, 6–1      |
| Поразка   | 15–5 | Сер 2008 | Корденонс, Італія                                | Челленджер | Ґрунт    | Філіппо Воландрі          | 3–6, 5–7           |
| Перемога  | 16–5 | Лип 2009 | Брауншвейг, Німеччина                            | Челленджер | Ґрунт    | Теймураз Габашвілі        | 6–1, 3–6, 6–4      |

### Парний розряд: 22 (13–9)
| Легенда              |
| -------------------- |
| ATP Челленджер (5–7) |
| ITF Ф'ючерс (8–2)    |

| Фінали за покриттям |
| ------------------- |
| Тверде (0–0)        |
| Ґрунт (13–9)        |
| Трава (0–0)         |
| Килим (0–0)         |

| Результат | В-П  | Дата     | Турнір                                           | Рівень     | Покриття | Партнер                    | Суперники                                     | Рахунок            |
| --------- | ---- | -------- | ------------------------------------------------ | ---------- | -------- | -------------------------- | --------------------------------------------- | ------------------ |
| Перемога  | 1–0  | Лип 1999 | Іспанія F3, Денія                                | Ф'ючерс    | Ґрунт    | Жюльєн Жанп'єр             | Тім Крічтон Тодд Перрі                        | 6–2, 7–6(7–5)      |
| Поразка   | 1–1  | Лип 2000 | Іспанія F1, Ельче                                | Ф'ючерс    | Ґрунт    | Маркос Рой-Хірарді         | Сантьяго Вентура Бертомеу Хав'єр Перес-Васкес | 6–7(5–7), 4–6      |
| Перемога  | 2–1  | Лип 2000 | Іспанія F2, Аліканте                             | Ф'ючерс    | Ґрунт    | Маркос Рой-Хірарді         | Марк Лопес Таррес А-Х Мартін Арройо           | 3–6, 7–6(9–7), 6–4 |
| Поразка   | 2–2  | Сер 2000 | Сопот (Польща), Польща                           | Челленджер | Ґрунт    | Херман Пуентес             | Серхіо Ройтман Андрес Шнейтер                 | 4–6, 2–6           |
| Поразка   | 2–3  | Сер 2001 | Сопот (Польща), Польща                           | Челленджер | Ґрунт    | Дмитро Власов              | Марцин Матковський Бартломей Домбровський     | 7–6(7–2), 4–6, 3–6 |
| Поразка   | 2–4  | Вер 2001 | Софія, Болгарія                                  | Челленджер | Ґрунт    | Дмитро Власов              | Ігор Гауді Стефано Гальвані                   | 4–6, 1–6           |
| Перемога  | 3–4  | Вер 2001 | Іспанія F11, Барселона                           | Ф'ючерс    | Ґрунт    | Карлос Решак-Ітойс         | Норікадзу Суґіяма Масуда Кентаро              | 6–2, 6–1           |
| Перемога  | 4–4  | Вер 2001 | Іспанія F12, Барселона                           | Ф'ючерс    | Ґрунт    | Антоніо Бальдельйоу-Естева | Хуан Хінер Хоан Хіменес-Герра                 | 3–6, 6–3, 7–6(8–6) |
| Поразка   | 4–5  | Січ 2002 | Франція F2, Анже                                 | Ф'ючерс    | Ґрунт    | Херман Пуентес             | Стефан Юе Тьєррі Асьйон                       | 6–4, 6–7(2–7), 2–6 |
| Перемога  | 5–5  | Кві 2002 | Алжир F1, Алжир (місто)                          | Ф'ючерс    | Ґрунт    | Маттео Колла               | Ян Гаєк Ян Мертл                              | 6–2, 6–4           |
| Перемога  | 6–5  | Тра 2002 | Турин, Італія                                    | Челленджер | Ґрунт    | Віктор Генеску             | Вадим Куценко Денис Голованов                 | 6–4, 6–3           |
| Перемога  | 7–5  | Лип 2002 | Іспанія F5, Аліканте                             | Ф'ючерс    | Ґрунт    | Габрієль Трухільйо Солер   | Сантьяго Вентура Бертомеу Іван Ескердо        | 6–3, 6–3           |
| Перемога  | 8–5  | Вер 2002 | Нідерланди F2, Алфен-ан-ден-Рейн (муніципалітет) | Ф'ючерс    | Ґрунт    | Ґуставо Маркассіо          | Мелвін оп дер Гейде Мелле ван Ґемерден        | 6–2, 6–3           |
| Перемога  | 9–5  | Січ 2003 | Франція F3, Довіль (Кальвадос)                   | Ф'ючерс    | Ґрунт    | Оскар Серрано              | Жань Сюй Цзен Шаосюань                        | 6–2, 6–1           |
| Поразка   | 9–6  | Лип 2003 | Схевенінген, Нідерланди                          | Челленджер | Ґрунт    | Сальвадор Наварро          | Фред Геммес мол. Едвін Кемпес                 | 6–3, 4–6, 3–6      |
| Перемога  | 10–6 | Жов 2003 | Севілья, Іспанія                                 | Челленджер | Ґрунт    | Альберт Портас             | Енцо Артоні Серхіо Ройтман                    | 6–4, 4–6, 6–4      |
| Поразка   | 10–7 | Вер 2004 | Щецин, Польща                                    | Челленджер | Ґрунт    | Альберто Мартін            | Лукас Арнольд Кер Маріано Худ                 | 6–3, 4–6, 3–6      |
| Поразка   | 10–8 | Жов 2004 | Севілья, Іспанія                                 | Челленджер | Ґрунт    | Алекс Лопес Морон          | Томас Беренд Александер Васке                 | 6–7(0–7), 6–7(2–7) |
| Перемога  | 11–8 | Жов 2004 | Барселона, Іспанія                               | Челленджер | Ґрунт    | Габрієль Трухільйо Солер   | Мунір Аль Ааредж Марк Форнель Местрес         | 6–4, 7–5           |
| Перемога  | 12–8 | Чер 2005 | Барселона, Іспанія                               | Челленджер | Ґрунт    | Габрієль Трухільйо Солер   | Альберт Портас Алекс Лопес Морон              | 7–5, 6–4           |
| Поразка   | 12–9 | Чер 2007 | Брауншвейг, Німеччина                            | Челленджер | Ґрунт    | Карлес Поч Градін          | Томас Беренд Крістофер Кас                    | 0–6, 2–6           |
| Перемога  | 13–9 | Чер 2008 | Брауншвейг, Німеччина                            | Челленджер | Ґрунт    | Марко Груньйола            | Вернер Ешауер Філіпп Освальд                  | 7–6(7–4), 6–2      |

## Часовий графік результатів
| W | Ф | ПФ | ЧФ | #Р | КТ | К# | DNQ | A | NH |

### Одиночний розряд
| Турніри Великого шлему                 |     |     |     |     |     |     |     |     |     |     |     |     |     |        |      |     |
| Відкритий чемпіонат Австралії з тенісу |     |     | 1р  | 1р  | 1р  |     | 2р  | 1р  | 1р  |     |     |     | К1р | 0 / 6  | 1–6  | 14% |
| Відкритий чемпіонат Франції з тенісу   | К1р | К3р | 1р  | 2р  | 2р  | 3р  | 2р  | 1р  | 1р  |     |     |     | К1р | 0 / 7  | 5–7  | 42% |
| Вімблдонський турнір                   |     |     | 1р  | 1р  |     | 1р  | 1р  | 1р  | 1р  |     |     |     | К1р | 0 / 6  | 0–6  | 0%  |
| Відкритий чемпіонат США з тенісу       |     |     | 1р  | 1р  |     | 1р  | 1р  | 1р  |     |     |     |     | К3р | 0 / 5  | 0–5  | 0%  |
| В-П                                    | 0–0 | 0–0 | 0–4 | 1–4 | 1–2 | 2–3 | 2–4 | 0–4 | 0–3 | 0–0 | 0–0 | 0–0 | 0–0 | 0 / 24 | 6–24 | 20% |
| Тур ATP Мастерс 1000                   |     |     |     |     |     |     |     |     |     |     |     |     |     |        |      |     |
| Індіан-Веллс                           |     |     |     |     |     |     | 1р  | 1р  | 1р  |     |     |     |     | 0 / 3  | 0–3  | 0%  |
| Відкритий чемпіонат Маямі з тенісу     |     |     |     |     |     | 1р  | 2р  | 1р  |     |     |     |     |     | 0 / 3  | 1–3  | 25% |
| Монте-Карло                            |     |     | К1р | К1р |     | К1р | 2р  | 2р  | К2р |     |     |     |     | 0 / 2  | 2–2  | 50% |
| Рим                                    |     |     | К1р | К1р |     | 2р  |     | К1р | К1р |     |     |     |     | 0 / 1  | 1–1  | 50% |
| Мадрид                                 |     |     |     |     |     | 2р  |     | 2р  | 2р  |     |     |     |     | 0 / 3  | 1–3  | 25% |
| Гамбург                                |     |     | 2р  | К1р |     | 2р  |     |     |     |     |     |     |     | 0 / 2  | 2–2  | 50% |
| В-П                                    | 0–0 | 0–0 | 1–1 | 0–0 | 0–0 | 2–4 | 1–3 | 3–4 | 0–2 | 0–0 | 0–0 | 0–0 | 0–0 | 0 / 14 | 7–14 | 33% |

### Парний розряд
| Турніри Великого шлему                 |     |     |     |     |     |     |        |      |     |
| Відкритий чемпіонат Австралії з тенісу | 3р  |     |     |     | 1р  | 1р  | 0 / 3  | 2–3  | 40% |
| Відкритий чемпіонат Франції з тенісу   |     | 1р  |     |     | 1р  | 1р  | 0 / 3  | 0–3  | 0%  |
| Вімблдонський турнір                   |     |     |     | 1р  | 1р  | 1р  | 0 / 3  | 0–3  | 0%  |
| Відкритий чемпіонат США з тенісу       |     |     |     | 1р  | 1р  | 2р  | 0 / 3  | 1–3  | 25% |
| В-П                                    | 2–1 | 0–1 | 0–0 | 0–2 | 0–4 | 1–4 | 0 / 12 | 3–12 | 20% |